# جاك كاميرون (لاعب كرة قاعدة)
جاك كاميرون (بالإنجليزية: Jack Cameron)‏ هو لاعب كرة قاعدة أمريكي، ولد في 22 سبتمبر 1884 في سيدني ‏ في كندا، وتوفي في 12 يوليو 1963 في تشارلوت في الولايات المتحدة.

## وصلات خارجية
- جاك كاميرون على موقعبيزبول رفرنس.كوم (الدوري الرئيسي) (الإنجليزية)
- جاك كاميرون على موقعبيزبول رفرنس.كوم (الدوري الثانوي) (الإنجليزية)